# Santiago (film, 2007)
Pour les articles homonymes, voir Santiago (homonymie).
Pour plus de détails, voir Fiche technique et Distribution.
Santiago est un film documentaire brésilien réalisé par João Moreira Salles, sorti en 2007, sur Santiago Badariotti Merlo, majordome argentin de la riche famille Salles,,,.
En novembre 2015, le film est inclus dans la liste établie par l'Association brésilienne des critiques de cinéma (Abraccine) des 100 meilleurs films brésiliens de tous les temps.

## Synopsis
En 1992, Joào Moreira Salles a filmé en noir et blanc son majordome argentin Santiago Badariotti Merlo, né en 1912 et ayant travaillé entre 1956 et 1986 pour la famille du cinéaste dans l'immense maison à Rio de Janeiro. Deux ans plus tard, Santiago est décédé et, pour une raison étrange, Moreira Salles a estimé qu'il ne pouvait pas monter le film et le mettre de côté. Douze ans après l’avoir filmé, le cinéaste reprend les rushes d’un film inachevé et raconte les ruines de la maison familiale.

## Fiche technique
- Réalisation : João Moreira Salles
- Production : Maurício Andrade Ramos
- Scénario : João Moreira Salles
- Image : Walter Carvalho
- Son : Jorge Saldanha, Aloisio Compasso et Denilson Campos
- Montage : Eduardo Escorel et Lívia Serpa

## Distinctions[6]

### Récompenses
- Cinéma du Réel 2007 : grand prix du meilleur long métrage documentaire
- Festival international du film d'Alba 2007 : prix du meilleur long métrage documentaire
- Festival du cinéma latino-américain de Lima 2007 : prix du meilleur long métrage documentaire
- Festival international du film de Miaml 2008 : prix du meilleur long métrage documentaire

### Nominations et sélections
- Festival international brésilien du documentaire É Tudo Verdade 2007 : sélection officielle
- Festival du film de Tribeca 2007 : sélection officielle
- Festival international canadien du documentaire Hot Docs 2007 : sélection officielle
- Festival international du film de Thessalonique 2007 : sélection officielle